# ФК Мъдъруел
ФК Мъдъруел е шотландски професионален футболен отбор от град Мъдъруел, Северен Ланаркшър. Клубът е основан през 1886 г. и играе домакинските си мачове на Фир Парк Стейдиъм, който разполага с капацитет от малко над 13 000 седящи места. Клубните цветове са жълт и червен. Отборът се състезава в най-високото ниво на шотландския клубен футбол – шотландската Премиър лига.

## Успехи
- Шотландска премиър лига:
  -  Шампион (1): 1931/32
  -  Вицешампион (7): 1926/27, 1929/30, 1932/33, 1933/34, 1994/95, 2012/13, 2013/14
  -  Бронзов медалист (9): 1919/20, 1927/28, 1928/29, 1930/31, 1958/59, 1993/94, 2007/08, 2011/12q 2019/20

- Купа на Шотландия:
  -  Носител (2): 1951/52, 1990/91
  -  Финалист (6): 1930/31, 1932/33, 1938/39, 1950/51, 2010/11, 2017/18

- Купа на Лигата:
  -  Носител (1): 1950/51
  -  Финалист (3): 1953/54, 2004/05, 2017/18